# Айшон

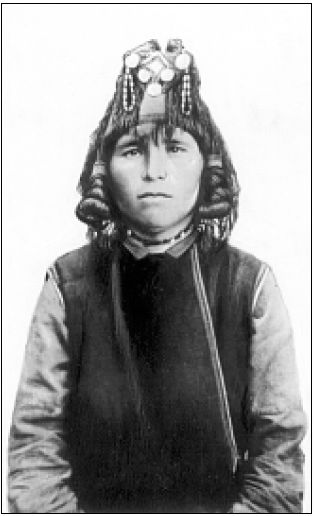
Удмуртка в айшоні із зачіскою чузирет, 19 ст.

Святковий айшон. Південні удмурти, п. 20ст.

Айшо́н (від загальнопермського ай — передній та шон — розвісити) — старовинний головний убір одруженої удмуртки, висока берестяна шапка, обшита тканиною та прикрашена спеціальними монетами, намистом, бісером, мушлями.
Айшон є аналогом російського кокошника, марійського шурка, мордовського панчо, казахського саукеле. Висота шапки становить 20-40 см. Найбільш повно про айшони описав П. С. Паллас в 1788 році. Вперше надівши на весіллі в будинку чоловіка, удмуртка носила айшон до менопаузи, потім міняла його на інший головний убір. Айшон носили з покривалом — сюлик.
В XVIII—XIX століттях айшон був відмічений в Сарапульському, Єлабузькому, Малмизькому повітах В'ятської губернії. З побуту став виходити в кінці XIX століття. Сьогодні айшони знаходяться лише в музеях та сценічних національних костюмах.

## Айшон у творчості
У 2010 р. на російському конкурсі відбору до Євробачення удмуртський колектив «Бурановські бабусі» виконував пісню «Довга-довга береста і як зробити з неї айшон».